# Vittorio Bottego

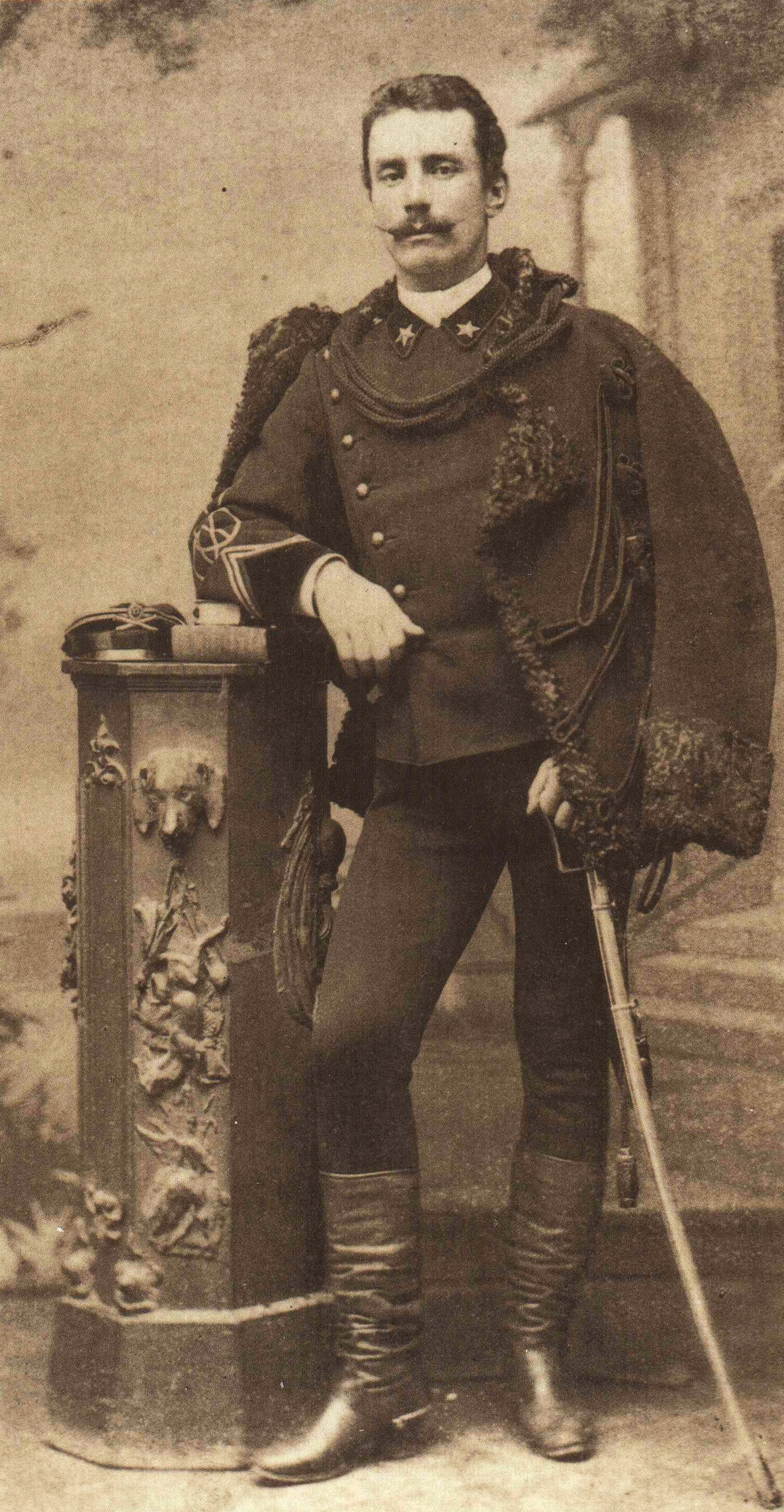
Vittorio Bottego.

Vittorio Bottego, född 29 juli 1860, död 17 mars 1897, var en italiensk militär och upptäcktsresande.
Bottego bedrev under två expeditioner forskningar i södra Etiopien, 1892-1893 inom Jubas källområde och 1895-1897 i trakterna kring floden Omo, som han följde ned till Rudolfsjön. På återvägen omkom han i strid lokalbefolkningen.